# Дом статистического бюро Черниговского губернского земства
Дом статистического бюро Черниговской губернской земской управы — памятник истории местного значения в Чернигове. Сейчас в здании размещается архив университета «Черниговский коллегиум».

## История
Решением исполкома Черниговского областного совета народных депутатов трудящихся от 31.05.1971 № 286 дому присвоен статус памятник истории местного значения с охранным № 50 под названием Дом бывшего статистического бюро Черниговского губернского земства, в котором работал М. М. Коцюбинский — украинский писатель и общественный деятель, революционный демократ. Здание имеет охранную зону, согласно правилам застройки и использования территории. На здании установлена информационная доска.
Приказом Департамента культуры и туризма, национальностей и религий Черниговской областной государственной администрации от 07.06.2019 № 223 для памятника истории используется название Дом бывшего статистического бюро Черниговского губернского земства, в котором работал М. М. Коцюбинский.

## Описание
Дом построен в конце 19 века. Одноэтажный, деревянный дом на кирпичном цоколе, Г-образный (изначально прямоугольный) в плане, с четырёхскатной крышей. Планирование коридорно-анфиладное. В последующие десятилетия дом был преобразован внутри и снаружи: с восточной стороны (к дворовому фасаду) пристроен объём, к торцу — тамбур, а главный фасад облицован в полукирпич.
В период 1901-1911 годы в статистическом бюро работал украинский писатель Михаил Михайлович Коцюбинский, который заведовал сельскохозяйственной поточной статистикой, а в период 1914-1916 годы работал украинский поэт Павел Григорьевич Тычина. В статистическом бюро также работали участники IV съезда РСДРП Николай Александрович Черлюнчакевич и Сергей Александрович Суворов-Борисов, революционеры М. Кононко и Иосиф Гаврилович Дроздов, украинские поэты Николай Фёдорович Чернявский и Николай Кондратьевич Вороной, статисты Василий Егорович Варзар и Пётр Петрович Червинский. Сотрудники бюро брали активное участие в общественно-политической жизни города. М. М. Коцюбинский брал участие в страйке-протесте против увольнения товарища по работе — участника революционных выступлений.
В 1972 году на фасаде была установлена мемориальная доска Михаилу Михайловичу Коцюбинскому.
Здесь размещался народный суд, сейчас размещается архив университета «Черниговский коллегиум».   
Мемориальные доски:
1. украинскому писателю, общественному деятелю Михаилу Михайловичу Коцюбинскому — на здании статистического бюро, где работал (1901-1911, доска 1972)
2. украинскому советскому поэту, государственному деятелю Павлу Григорьевичу Тычине — на здании статистического бюро, где работал (1914-1916)